# سال‌لار (گوموش‌حاجی‌کوی)
سال‌لار (به ترکی استانبولی: Sallar) یک منطقهٔ مسکونی در ترکیه است که در گوموش‌حاجی‌کوی واقع شده‌است.